# Juegos de niños (Bizet)
Jeux d'enfants ("Juegos de niños") Op. 22, es una suite de doce miniaturas compuestas por Georges Bizet para piano a cuatro manos en 1871. La obra completa tiene una duración de aproximadamente 23 minutos.
El año en que compuso la suite, Bizet supo que en pocos meses iba a ser padre y la noticia le recordó los juegos de su infancia. Así que realizó esta suite que se puede ver un compendio de juegos traducidos a la música por Georges Bizet.
Los títulos de los movimientos son los que siguen:
1. L'escarpolette. (El columpio.)
2. La toupie. (La peonza.)
3. La poupée. (La muñeca.)
4. Les chevaux de bois. (El caballito.)
5. Le volant. (El bádminton.)
6. Trompette et tambour. (Trompeta y tambor.)
7. Les bulles de savon. (Burbujas de jabón.)
8. Les quatre coins. (Las cuatro esquinas.)
9. Colin-maillard. (La gallina ciega.)
10. Saute-mouton. (Pídola.)
11. Petit mari, petite femme. (Mamás y papás.)
12. Le bal. (La pelota.)

Bizet orquestó cinco de estas (las número 6, 3, 2, 11 y 12) con el título la Petite Suite.  Los movimientos restantes fueron orquestados más tarde  por Roy Douglas (5 piezas) y Hershy Kay (2 piezas) y la suite orquestal completa ha sido grabada con el título Jeux d'enfants. Bizet mismo una versión orquestral de la pieza número 8 que no incluyó en la suite. Ha sido grabado por Michel Plasson.
Sigfrid Karg-Elert compuso su suite orquestal Op. 21 después de la suite Jeux d'enfants de Bizet en 1902.
En 1955, George Balanchine coreografió la suite completa con el mismo título: Jeux d'enfants. En 1975, hizo un nuevo ballet, El soldadito de plomo, utilizando solo cuatro de los movimientos.
Una versión para un quinteto de vientomadera del movimiento final, "La pelota", es la música de entrada y cierre del programa de radio estadounidense Weekend Radio, emitido por varias radios públicas.
El pedagogo musical y compositor Fernando Palacios complementó la suite con narraciones.